# SN 1998eu
SN 1998eu – supernowa typu Ia odkryta 14 listopada 1998 roku w galaktyce A005958+1418. W momencie odkrycia miała maksymalną jasność 19,70m.